# ビリケン (映画)
『ビリケン』は、通天閣に祀られているビリケンをモチーフに阪本順治が監督・脚本を務めた日本映画である。『どついたるねん』、『王手』に続く、通天閣や大阪・新世界を舞台に繰り広げられた「新世界三部作」の3作目。
劇場初公開は1996年8月3日。第70回キネマ旬報ベストテン日本映画部門第9位。

## 概要
通天閣に祀られた、幸運を呼ぶ神様・ビリケンの活躍を描いたファンタジー。大阪・新世界や西成区を舞台に、大阪庶民のバイタリティーをコミカルに見せている。脚本は『王手』の豊田利晃と阪本の共同。撮影は「水の中の八月」の笠松則通が担当。主役のビリケンには、本作のコメディ演技で新境地を開いた『罠 THE TRAP』の杉本哲太。ほかに『極道戦争・武闘派』の鴈龍太郎、『眠る男』の岸部一徳、『罠 THE TRAP』の山口智子らが脇を固める。
2代目通天閣40周年記念映画。96年度（第70回）キネマ旬報ベストテン第9位。

## ストーリー
大阪新世界の一帯は、2008年の大阪オリンピック誘致の候補地として挙げられていた。
見物客も少なくなり経営が危ぶまれていた新世界のシンボル・通天閣も、それに伴って解体される方向で検討が進められていたが、誘致に反対する通天閣観光では社長以下、何とかかつての活気を取り戻して解体を撤回させようと様々な策を講じていたが、集客は改善される様子がなかった。
ある日、戦前の初代・通天閣の頃から封印されていたビリケン像が、社員の魚里屋のふとしたきっかけで発見される。
客寄せの目玉にと考えた社長がこれを展望台に置くと、像とともに神様・ビリケンが封印から解き放たれ、通天閣の展望台に居座るようになる。ビリケンは、人々の願いを叶えるべく行動を始めるが、願かけにやってくるのは「詰めた指をくっつけて欲しい」というチンピラや、金に困り「競馬で大穴を当てたい」というホームレスなど、得体の知れぬ者ばかりだった。しかし、やがてビリケンの御利益は評判を呼び、ついに大勢の人々が通天閣におし寄せてくるようになる。

## キャスト
- 杉本哲太：ビリケン
- 鴈龍太郎：江影
- 山口智子：月乃
- 岸部一徳：通天閣観光（株）社長
- 泉谷しげる：マッサージ師・吉辰
- 南方英二：通天閣観光（株）専務
- 國村隼：通天閣観光（株）部長
- 奥田智彦：魚里屋
- 牧冬吉：町内会の会長
- 原田芳雄：独り言のオッチャン
- 石井トミコ：通天閣売店のオバチャン
- 芹沢礼多：芝木
- 金生：清太郎
- 北山雅康：学童指導員
- 牧冬吉：町内会会長
- 浜村淳：花園
- 松本雄吉：さかな屋
- ひさうちみちお：串かつ屋
- 山田幸伸：ホルモン屋
- うわぎ喜代子：お好み焼き屋
- 中沢青六：古道具屋
- 笑福亭松之助：ホームレス